# Ekvivalent (enhet)
En ekvivalent är en måttenhet för substansmängd som motsvarar en mol laddning. 1 mol NaCl (koksalt) = 1 ekvivalent NaCl, då både natriumjonen (Na+) och kloridjonen (Cl-) har en laddning vardera. 1 mol CaSO4 (gips) = 2 ekvivalenter CaSO4, då både kalciumjonen (Ca2+) och sulfatjonen (SO42-) har två laddningar vardera. 
När koncentrationen av ett ämne uttryckts på ekvivalentbasis, kallas det för normalitet. 